# Temples and Statues of Rome
Temples and Statues of Rome è un cortometraggio muto del 1913. Il nome del regista non viene riportato nei credit del film, un documentario girato a Roma.

## Produzione
Il film fu prodotto dalla Vitagraph Company of America.

## Distribuzione
Distribuito dalla General Film Company, il film - un cortometraggio di cento metri - uscì nelle sale cinematografiche statunitensi il 26 novembre 1913. Nelle proiezioni, veniva programmato con il sistema dello split reel, accorpato in un'unica bobina con un altro cortometraggio prodotto dalla Vitagraph, la commedia Fellow Voyagers.